# Enzo Bearzot
Vincenzo "Enzo" Bearzot (Aiello del Friuli, 26 de setembre de 1927 - Milà, 21 de desembre de 2010) va ser un entrenador i jugador de futbol italià, va jugar com a defensa o migcampista. Va ser el seleccionador de l'equip nacional italià que va guanyar la Copa del Món de la FIFA 1982.